# Nationalpark Skjoldungernes Land
Nationalpark Skjoldungernes Land eller Skjoldungelandet är en dansk nationalpark på Själland, invigd 21 mars 2015. Parken omfattar den södra delen av Roskildefjorden och landområdet som sträcker sig mot syd och förbinder fjordlandskapet med de mittsjälländska skogarna runt Hvalsø.
Förslaget att bilda en nationalpark i området utarbetades av de tre kommunerna
Roskilde och Lejre och Frederikssund och Danmarks Naturfredningsforening, Friluftsrådet, naturbruket samt flera lokala institutioner, föreningar och museer och levererades till den danska miljöministern 3 mars 2014.